# Shirakiopsis trilocularis
Shirakiopsis trilocularis là một loài thực vật có hoa trong họ Đại kích. Loài này được (Pax & K.Hoffm.) Esser mô tả khoa học đầu tiên năm 2001.